# Alt er dit
Alt er dit er en eksperimentalfilm instrueret af Torben Skjødt Jensen.

## Handling
Musikvideo med Miss B.Haven. Del af antologien »Englefjæs og andre videoer«.